# Kohle ersetzen
Die Kampagne Kohle ersetzen (Eigenschreibweise: Kohle erSetzen!) wurde von JunepA und weiteren Einzelpersonen, die sich für Klimagerechtigkeit einsetzen, initiiert. Die Aktivisten organisieren seit 2017 Aktionen zivilen Ungehorsams gegen den Abbau und die Verstromung von Braunkohle und rufen zu gewaltfreien Sitzblockaden gegen Kohleinfrastruktur auf. Im Sommer 2018 blockierten etwa 350 Menschen das Kraftwerk Lippendorf. 2017 hatten sich noch deutlich weniger Menschen an den Blockaden der Zufahrtsstraßen des Kraftwerks Neurath beteiligt. Die Aktivisten fordern einen konsequenten Kohleausstieg und raschen Strukturwandel. Kohleverstromung müsse unverzüglich durch Erneuerbare Energien und Verbrauchseinsparungen ersetzt werden. Die Aktivisten verweisen unter anderem auf Berichte des IPCC, um die Dringlichkeit der Forderungen zu unterstreichen. Klimagerechtigkeit müsse mit einer globalen Perspektive umgesetzt werden.

## Rheinisches Braunkohlerevier
Die Sitzblockaden von Kohle ersetzen 2017 auf den Zufahrten des Kraftwerks Neurath im Rheinischen Braunkohlerevier konnten für mehrere Stunden aufrechterhalten werden. Es kam zu Ingewahrsamnahmen, als die Polizei die Blockade anschließend auflöste. Einigen Aktivisten wurde vorgeworfen, gegen das Versammlungsgesetz verstoßen zu haben. Es wurden Bußgelder verhängt. Auch kam es im Folgejahr zu einer Gerichtsverhandlung am Amtsgericht Grevenbroich, bei der zwei Aktivisten verurteilt wurden.
Aktivisten von „Kohle erSetzen goes Ende Gelände“ waren außerdem 2018 mit einer kleineren strategischen Sitzblockade auf der Landstraße 257 Teil der Großaktion von Ende Gelände, die Polizeikräfte gebunden und so anderen Aktivisten die Blockade der Schienen erleichtert habe. Die Sitzblockade wurde von der Polizei aufgelöst und einige der Aktivisten wurden in Gewahrsam genommen. Die Aktionen richteten sich gegen die Kohleverstromung der RWE Power AG und die Aktivisten forderten unter Berufung auf Klimagerechtigkeit und Klimaschutz den „sofortigen Kohleausstieg“.
Gemeinsam mit dem Bündnis Alle Dörfer bleiben blockierte Kohle ersetzen unter dem Motto „Keinen Meter der Kohle!“ einen Tag lang die Bauarbeiten der auch als „Grubenrandstraße“ bezeichneten Landstraße 354n. Der Bau dieser Straße sei „nutzlos“ und ein „Hohn für all jene, die fest entschlossen sind, in ihren Dörfern zu bleiben“. Diese Straße ersetze laut RWE eine Straße bei Keyenberg und Kuckum, die dem Tagebau weichen sollen.
Im August 2019 blockierte Kohle ersetzen Zufahrten zum Tagebau Garzweiler und am Kraftwerk Frimmersdorf Lastwagen mussten Umwege fahren, auch Kohlezüge der benachbarten Gleise fielen für einige Stunden aus.

## Mitteldeutsches Braunkohlerevier

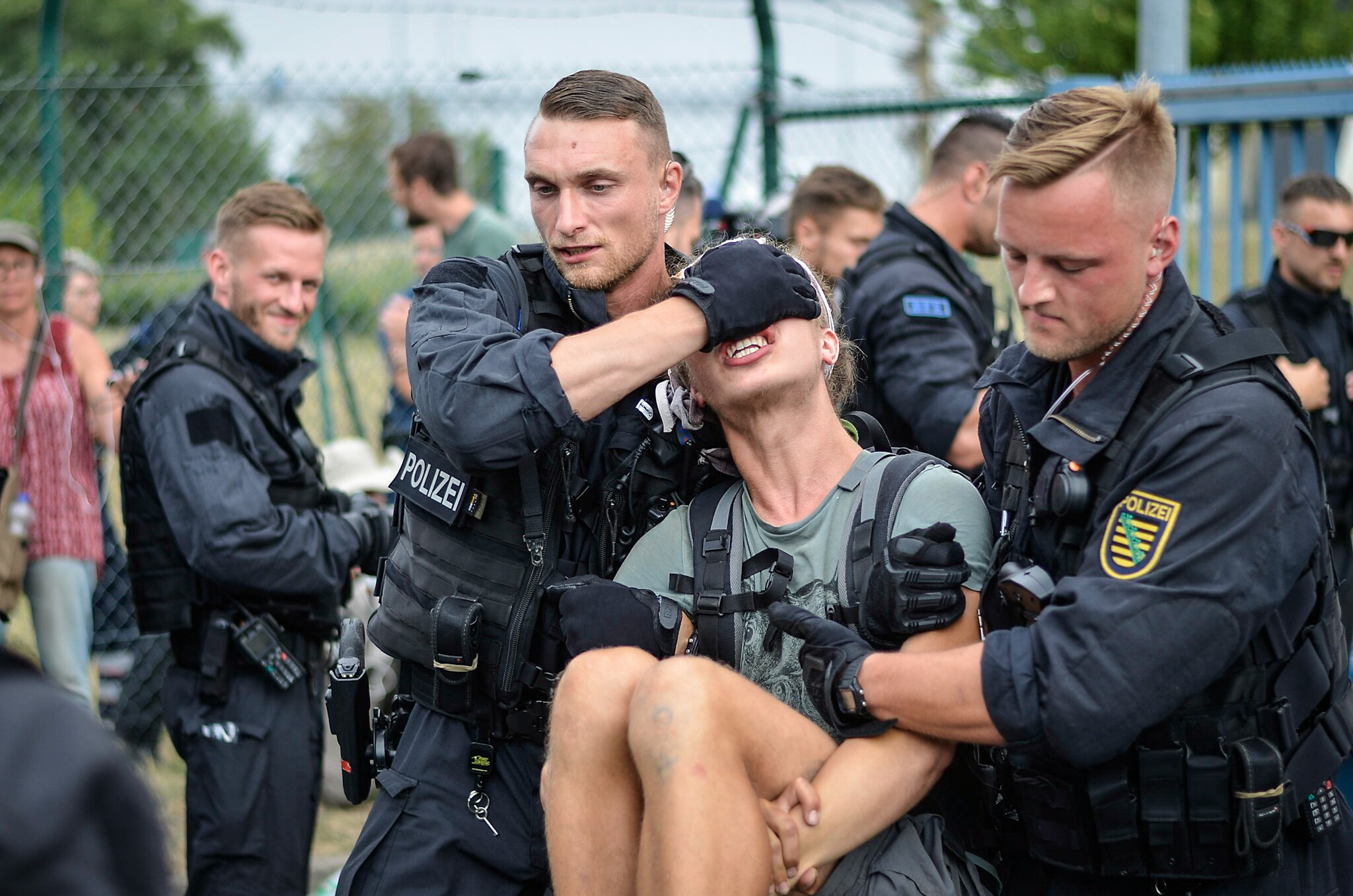
Räumung der Sitzblockade am Kraftwerk Lippendorf

Die Blockade aller Zufahrten des Kraftwerks Lippendorf am 4. August 2018 mit rund 350 Menschen wurde von der Polizei nach etwa drei Stunden an einer der Zufahrten, teilweise unter Anwendung von unmittelbarem Zwang, geräumt. Einige Aktivisten wurden in Gewahrsam genommen. Die Aktion richtete sich auch gegen die Unternehmen Mibrag und Leag, die im Vorfeld der angekündigten Proteste Kohlevorräte auffüllten. Das Kraftwerk musste nicht gedrosselt werden, der Schichtwechsel war allerdings durch die Sitzblockaden beeinträchtigt.